# Pas de Cheville
Pas de Cheville är ett bergspass i Schweiz. Det ligger i distriktet Aigle och kantonen Vaud, i den sydvästra delen av landet, 80 km söder om huvudstaden Bern. Pas de Cheville ligger 2 037 meter över havet.